# Rolandseck (Schiff, 1937)
Die 1937 in Dienst gestellte vierte Rolandseck der Deutschen Dampfschiffahrtsgesellschaft „Hansa“ (DDG „Hansa“) war das erste Schiff von drei Neubauten für den Spanien-Portugal-Dienst der Reederei.
Der Rolandseck gelang nach Kriegsbeginn 1939 die Heimkehr nach Deutschland aus Spanien. Im Einsatz als Truppentransporter sank sie am 12. März 1945 vor der dänischen Küste im Kattegat.

## Geschichte des Schiffes
Das erste Schiff der DDG „Hansa“ für den Spanien-Portugal-Dienst der Reederei nach der staatlichen Neuordnung der Fahrtgebiete der deutschen Großreedereien 1936 erhielt den Namen Rolandseck, den zuvor das kleinste Seeschiff der Reederei vom Oktober 1882 bis zum März 1904 getragen hatte, das in der Nord- und Ostseefahrt eingesetzt worden war. Die zweite Rolandseck von 1912 war das erste Motorschiff der Reederei und wurde bis 1914 auch im Spanien-Portugal-Dienst eingesetzt. Die dritte Rolandseck (Bj. 1905, 1826 BRT/2600 tdw) war im Dezember 1921 in Großbritannien angekauft worden. Sie war als Florenz für die Reederei Sloman in Flensburg gebaut worden. Nach dem Spanien-Portugal-Dienst wurde sie 1932 an die DG Neptun abgegeben, die sie als Saturn einsetzte.
Erstmals waren die Stettiner Oderwerke Auftragnehmer eines Neubaus für die DDG „Hansa“. Der unter der Baunummer 792 gefertigte Neubau wurde 90,9 m lang und 12,84 m breit und lief am 23. November 1936 vom Stapel. Während die zeitgleich gelieferten Hauptlinienfrachtschiffe der Ehrenfels-Klasse von Dieselmotoren angetrieben wurden, erhielten die Rolandseck und die beiden im Rahmen des staatlichen Vierjahresplan bis 1939 folgenden Neubauten für den Spanien-Portugal-Dienst wieder Dreifach-Expansionsmaschinen kombiniert mit einer Abdampfturbine vom Typ Bauer-Wach. Der Neubau hatte je zwei Ladeluken vor und hinter dem mittigen Brückenhaus mit dicht dahinter stehendem, relativ hohem Schornstein und zwei Masten zwischen den Luken. An den Masten war das Ladegeschirr von einem 30-t-Ladebaum am vorderen Mast, einem 15-t-Ladebaum am hinteren Mast und acht 5-t-Ladebäumen befestigt.
Die 1845 BRT große vierte Rolandseck der DDG „Hansa“ wurde am 8. Februar 1937 abgeliefert und kam in den Spanien-Portugal-Dienst der Reederei neben den 1923 gelieferten 1663 BRT großen Frachtern Lahneck und Stahleck. 1938 kamen dann noch die ähnlichen, von der zum Deschimag-Konzern gehörenden Seebeckwerft in Wesermünde gefertigten Neubauten Soneck und Schwaneck von 2190 BRT hinzu.
Die neue Rolandseck lief am 16. Dezember in der Guadalquivir-Mündung bei wegen des Bürgerkriegs gelöschten Leuchtfeuern auf das Salmedia-Riff auf. Das Schiff konnte wieder abgebracht werden, war nach Reparatur in Cádiz aber erst im März 1939 wieder einsatzbereit.

### Kriegsschicksal
Zu Beginn des Zweiten Weltkrieges befand sich die Rolandseck auf der Reede des spanischen Vigo. Am 10. Oktober 1939 verließ sie den spanischen Hafen, um über Norwegen in die Heimat zurückzukehren. Als dänischer Dampfer Olaf getarnt, konnte sie über die Dänemarkstraße und Norwegen am 1. November 1939 Hamburg erreichen. Als Transporter A 30 (Antwerpen) für das Unternehmen „Seelöwe“ vorgesehen, sank sie am 15. September 1940 nach Bombentreffer in Antwerpen. Im März 1941 wurde sie als Truppentransporter nach Finnland eingesetzt. Am 14. Juni 1944 und 17. Januar 1945 war die Rolandseck in Oslo Ziel von Sabotageakten. Beim zweiten Angriff setzte eine norwegische Sabotageeinheit unter Captain Max Manus, SOE, Haftsprengladungen (sog. »limpets«) mit Verzögerungszündern gegen die Norwegentransporter Donau (9035 BRT) und Rolandseck ein, wie sie schon 1942 von den Briten beim Kommandoangriff auf den Hafen von Bordeaux eingesetzt worden waren (siehe Tannenfels). Die Sprengladungen an der auslaufenden Donau detonierten am 17. Januar nahe Dröbak an der Mündung des Oslofjords. Der Transporter musste dort schwer beschädigt auf Grund gesetzt werden. Die Rolandseck wurde bei der Detonation im Hafen von Oslo nur leicht beschädigt, sank allerdings teilweise auf den Hafengrund und drohte zu kentern.

### Der Verlust derRolandseck
Am 12. März 1945 wurde die instand gesetzte Rolandseck auf einer Reise nach Aarhus beladen mit 417 Soldaten, 116 Pferden, über 70 Fahrzeugen und weiterem Gerät von Handley Page Halifax der 58. Staffel (RAF) angegriffen. Wegen der vorhandenen Minenfelder konnte das Schiff nicht ausweichen und musste ankern. Zwei Stunden nach dem Angriff sank die Rolandseck auf der Position 57° 19′ 0″ N, 11° 36′ 0″ O nach den Bombentreffern kurz vor Mitternacht. Das Minensuchboot M 265, das sie gesichert hatte, übernahm die Überlebenden und brachte sie nach Frederikshavn.

## Einzelnachweise

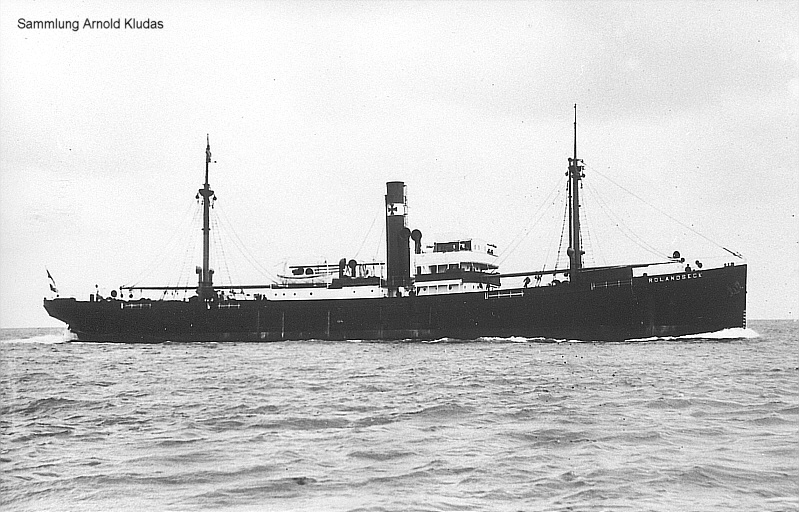
Die dritte Rolandseck ex Florenz, 1921–1932

### Die*-eck-Schiffe der DDG „Hansa“ (1919–1939)
| Name                      | Bauwerft                       | BRT tdw   | Stapellauf in Dienst  | weiteres Schicksal |
| ------------------------- | ------------------------------ | --------- | --------------------- | --- |
| Soneck (2)                | Wigham & Richardson BauNr. 388 | 1121 1643 | 25.02.1902 18.02.1902 | 72,40 m, im Weltkrieg Erz- und Kohlefahrt auf Nord- und Ostsee, zeitweise Kohlenschiff XVIII der Kaiserlichen Marine, 1919 einziges verbliebenes Seeschiff der DDG „Hansa“, 1932–35 Latona der DG Neptun, August 1936 an Kriegsmarine verkauft: Versuchsschiff Strahl, 2. Februar 1949 auf der Überführung nach Großbritannien gesunken |
| Rolandseck (3) ex Florenz | Flensburg BauNr. 250           | 1826 2631 | 26.08.1905 13.12.1921 | 85,34 m, gebaut als Florenz für Sloman, 1920 ausgeliefert, 13. Dezember 1921 angekauft und in Rolandseck umbenannt, Dezember 1932 an DG Neptun verkauft: Saturn, 1937 an Reederei Borchardt: Lucy Borchard, 1938 mit der Reederei nach Großbritannien emigriert, 1939 dort Munitionslagerschiff, 1951 Abbruch                           |
| Lahneck (3)               | AG Weser BauNr. 337            | 1663 2128 | 12.1922 13.01.1923    | 77,16 m, 1939 Zuflucht in Vigo, ab 11. November 1939 Durchbruch in die Heimat über Nordkap (4.12.), am 16. Dezember 1939 in Hamburg, am 6. März 1942 vor Oksöy nahe Kristiansand nach Kollision mit der Treuenfels gesunken |
| Stahleck (3)              | AG Weser BauNr. 338            | 1663 2128 | 03.1923 5.04.1923     | 77,16 m, ab 1939 Nord- und Ostseefahrt, ab November 1945 beim Bremer Vulkan repariert, 1946 an die Niederlande: Aardenburg, 1946: Danae, 1953 nach Griechenland verkauft, 1963 Auflieger in Dschibuti, 1965 gesunken; gehoben und abgebrochen                                                                                           |
| Rolandseck (4)            | Oderwerke BauNr. 792           | 1845 2970 | 23.11.1936 8.02.1937  | 90,9 m, bei Kriegsbeginn in Vigo, 10. Oktober bis 1. November 1939 Durchbruch in die Heimat, am 12. März 1945 auf der Reise nach Aarhus von Maschinen der RAF angegriffen und nach Bombentreffern gesunken |
| Soneck (3)                | Seebeck BauNr. 597             | 2191 3080 | 4.06.1938 16.07.1938  | 93,04 m, September 1939 in Padang, Mai 1940 von den niederländischen Behörden beschlagnahmt: Karsik, 1948 Umbau. 1950 gestrandet und repariert, 1963 Pearl of Victoria (Panama). 9. Juni 1967 im Roten Meer aufgelaufen, zerbrochen und abgebrochen                                                                                     |
| Schwaneck                 | Seebeck BauNr. 617             | 2194 2985 | 4.03.1939 1.06.1939   | 100,05 m, als Transporter für Seelöwe vorgesehen, am 17. November 1941 auf einer Reise von Norwegen nach Memel mit Schwefelkies in der Pommerschen Bucht nach Minentreffer gesunken. |